# Benkt Norelius
Benkt Rudolf Norelius (26. april 1886 – 30. november 1974) var en svensk gymnast som deltog i OL 1912 i Stockholm.
Norelius blev olympisk mester i gymnastik under OL 1912 i Stockholm. Han var med på det svenske hold som vandt holdkonkurrencen for hold i svensk system. Hold fra tre nationer var med i konkurrencen, der blev afholdt på Stockholms Stadion. 